# ديمتري أورلوف
ديمتري أورلوف (بالروسية: Дми́трий Орло́в)‏ هو كاتب ومهندس روسي، ولد في 1962 في سانت بطرسبرغ في روسيا.